# Pablo Moreno Taboada
Pablo Moreno Taboada (castellà: Pablo Moreno)  (Granada, 3 de maig de 2002) es un futbolista andalús que juga com a davanter al CA Osasuna B. És internacional en les categories inferiors amb la selecció espanyola des de la categoria sub-16.

## Trajectòria
Pablo Moreno va començar en un equip de futbol sala, el Granada 74, però gràcies a les seves bones actuacions no va trigar a començar a jugar a la gespa al Ciudad de Granada, club en el qual va destacar. El seu futbol i els seus gols van ajudar l'equip a guanyar la Copa d'Andalusia i la Lliga la temporada 2011/2012. Pablo no va trigar a donar-se a conèixer i cridar l'atenció de clubs importants com el Reial Madrid, el Vila-real CF i el FC Barcelona, però la seva gran afició pel conjunt culer va facilitar la decisió.
Va aterrar a la ciutat de Barcelona amb 10 anys, i va progressar molt ràpid. En els cinc anys que va estar amb la samarreta blaugrana va acumular molts títols col·lectius i individuals, i va marcar nombrosos gols. En la seva primera temporada a l'Aleví A va aconseguir 72 gols en 27 partits, en el seu primer any d'infantil en va sumar 41 i en el seu segon any de la mateixa categoria 66.
A més, en el seu debut com a cadet va aconseguir 34 gols, arribant als 213 gols en aquelles 5 temporades. Va ser llavors quan va decidir posar fi a la seva etapa al Barça. El juliol de 2018 va començar la seva primera aventura lluny d'Espanya. Amb tan sols 16 anys es va incorporar a la Juventus de Torí. Aquella primer temporada acabaria entrenant amb grans jugadors com Dybala o el nouvingut Cristiano Ronaldo. La temporada 2019-20 Pablo va fitxar per la Juventus formant part de l'equip sub-23 dels de Torí, va destacar a la Youth League en especial on va marcar 4 gols en 3 partits. Com a premi a l'esforç i el cúmul de baixes que tenia el primer equip, van convocar a Moreno per un partit de la Sèrie A amb només 18 anys, però no va jugar.
El 29 de juny de 2020 el jugador va ser intercanviat amb el Manchester City FC per Félix Correia. El setembre del mateix any fou cedit al Girona FC per poder disputar la temporada 2020-21.

## Internacional
Pablo Moreno és internacional amb la selecció espanyola des de la categoria Sub-16.